# Dounia Issa
Dounia Serge Issa (Tolosa, 3 giugno 1981) è un allenatore di pallacanestro ed ex cestista francese.

## Palmarès

### Giocatore
- Semaine des As/Leaders Cup: 2

Gravelines: 2011
Le Mans: 2014
- Coppa di Francia: 1

Le Mans: 2015-2016